# Australopithecus bahrelghazali
Az Australopithecus bahrelghazali egy kihalt emberféle. Michel Brunet fedezte 1995-ben a Bahr el Ghazal völgy közelében Csádban. 3,5-3 millió évvel ezelőtt élt. Fogazata az Australopithecus afarensiséhez hasonló. Ezért egyes paleontológusok szerint nem tartozik külön fajba. Az Australopithecus bahrelghazali az egyetlen Közép-Afrikában talált Australopithecus faj. Fogzománca vastagabb volt mint az Ardipithecus ramidusé. Az alsó állkapocscsontja és a kisőrlőfogak gyökerei különböztek az Australopithecus afarensistől. Testmérete, agytérfogata nem ismert. Szavannán élt. Főleg fűfélékkel táplálkozhatott, de az Paranthropus boiseivel ellentétben a fogazata nem adaptálódott a viszonylag kemény fűre. Valószínűleg a ma élő Dzseládapáviánokhoz hasonlóan fűvel, fűmaggal, gyökerekkel és gumókkal táplálkozhatott.